# Runtuna
Runtuna – miejscowość (tätort) w Szwecji, w regionie administracyjnym (län) Södermanland (gmina Nyköping).
W 2015 roku Runtuna liczyła 247 mieszkańców.

## Położenie
Położona ok. 20 km na północ od Nyköping, w prowincji historycznej (landskap) Södermanland.

## Demografia
Liczba ludności tätortu Runtuna w latach 1975–2015: